# Stéphane Mertens
Stéphane Mertens (Parigi, 14 maggio 1959) è un pilota motociclistico belga ritiratosi dall'attività agonistica.

## Carriera

### Motomondiale
Nato in Francia ma di passaporto belga, la sua prima partecipazione a gare del motomondiale risale a quella nel Gran Premio motociclistico del Belgio del 1983 dove ha partecipato in sella ad una Yamaha nella classe 250 grazie ad una wild card.
Nello stesso periodo partecipa alle gare del campionato Europeo Velocità, riuscendo ad arrivare al secondo posto nella classifica finale sempre della classe 250. Nel 1984 ha partecipato a più gran premi del motomondiale, raccogliendo però soli 3 punti al termine della stagione; nello stesso anno ha conquistato però il titolo nazionale belga.

### Mondiale Superbike
È restato nel mondo del motomondiale sino al 1987 per passare l'anno successivo al neonato campionato mondiale Superbike dove è rimasto per 7 anni sino all'edizione del 1994. Nel mondiale per derivate dalla serie il pilota belga trova subito la sua dimensione, ottenendo ottimi risultati e successi invertendo la rotta rispetto alla mediocrità delle sue prestazioni nel motomondiale. Nel 1988 è quarto nella classifica piloti staccato di soli 9 punti dal campione Fred Merkel, ottenendo anche 2 vittorie, nel 1989 è ancora in lotta per il titolo mondiale ma si deve accontentare della seconda posizione, battuto ancora una volta dallo statunitense Merkel stavolta di soli 7 punti, vince anche 4 gare stagionali. Nel 1990 si conferma competitivo classificandosi terzo nella graduatoria mondiale con 321 punti realizzando anche 3 vittorie. Nel 1991 marca due successi in gara ma termina quarto nel mondiale staccato di ben 215 punti dal vertice della classifica occupato da Doug Polen. Dal 1992 al 1994 è in flessione rispetto alle precedenti annate, non è più in lotta per le posizioni di vertice, pertanto nel 1995 decide di chiudere con il mondiale Superbike. Mertens lascia il mondiale Superbike con una carriera di tutto rispetto, ottiene 11 vittorie ed anche 45 podi complessivi, rimanendo uno dei piloti più rappresentativi della categoria.

### Thunderbike Trophy
Nel 1995 torna a competere nel contesto del motomondiale, prendendo parte al Thunderbike Trophy con una Honda, concludendo al terzo posto nella classifica generale con 93 punti. Continua nel Thunderbike Trophy anche nel 1996 quando si posiziona quarto nella graduatoria piloti con 98 punti. Cambia campionato nel 1997, prendendo parte con una Suzuki alla prima edizione del campionato mondiale Supersport (ancora non riconosciuto dalla FIM, pertanto denominato Supersport World Series), ottenendo tre posizionamenti a podio come risultati di rilievo e concludendo al sesto posto nella classifica piloti con 93 punti. Nel 1998 continua nel mondiale Supersport, correndo la prova olandese per il team Alstare Corona.

### Gare di durata
Un'altra categoria di competizioni in cui Mertens ha raggiunto buoni risultati è il campionato mondiale Endurance dove ha vinto il titolo nel 1995 in coppia con Jean-Michel Mattioli, e si era in precedenza aggiudicato il Bol d'Or nel 1990. In quest'ultima competizione è ancora stato iscritto nel 2008 raggiungendo la sua dodicesima partecipazione.

## Risultati in gara

### Motomondiale
| 1982 | Classe | Moto   |    |    |  |  |  |  |    |  |  |  |  |  |  |  |  | Punti | Pos. |
| ---- | ------ | ------ | -- | -- |  |  |  |  | -- |  |  |  |  |  |  |  |  | ----- | ---- |
| 1982 | 250    | Yamaha | NE | NE |  |  |  |  | NQ |  |  |  |  |  |  |  |  | 0     |      |

| 1983 | Classe | Moto   |  |  |  |  |  |  |  |  |    |  |    |    |  |  |  | Punti | Pos. |
| ---- | ------ | ------ |  |  |  |  |  |  |  |  | -- |  | -- | -- |  |  |  | ----- | ---- |
| 1983 | 250    | Yamaha |  |  |  |  |  |  |  |  | 19 |  | 19 | NE |  |  |  | 0     |      |

| 1984 | Classe | Moto   |    |    |    |     |    |    |    |   |    |     |    |     |  |  |  | Punti | Pos. |
| ---- | ------ | ------ | -- | -- | -- | --- | -- | -- | -- | - | -- | --- | -- | --- |  |  |  | ----- | ---- |
| 1984 | 250    | Yamaha | 14 | 16 | 18 | Rit | 22 | NQ | 11 | 8 | 17 | Rit | 17 | Rit |  |  |  | 3     | 27º  |

| 1985 | Classe | Moto   |   |     |  |  |  |  |   |     |     |    |    |   |  |  |  | Punti | Pos. |
| ---- | ------ | ------ | - | --- |  |  |  |  | - | --- | --- | -- | -- | - |  |  |  | ----- | ---- |
| 1985 | 250    | Yamaha | 8 | Rit |  |  |  |  | 9 | Rit | Rit | 16 | 22 | 8 |  |  |  | 8     | 20º  |

| 1986 | Classe | Moto   |    |    |    |     |   |     |     |    |   |   |    |    |  |  |  | Punti | Pos. |
| ---- | ------ | ------ | -- | -- | -- | --- | - | --- | --- | -- | - | - | -- | -- |  |  |  | ----- | ---- |
| 1986 | 250    | Yamaha | NP | 17 | 18 | Rit | 6 | Rit | Rit | 26 | 8 | 6 | 10 | NE |  |  |  | 14    | 13º  |

| 1987 | Classe | Moto     |     |    |    |    |   |    |    |     |     |     |    |    |    |    |     | Punti | Pos. |
| ---- | ------ | -------- | --- | -- | -- | -- | - | -- | -- | --- | --- | --- | -- | -- | -- | -- | --- | ----- | ---- |
| 1987 | 250    | Sekitoba | Rit | 18 | 12 | 15 | 9 | 14 | 13 | Rit | Rit | Rit | 14 | 13 | 11 | 13 | Rit | 2     | 23º  |

| 1989 | Classe | Moto  |  |  |  |  |  |  |  |  |     |  |  |  |  |  |  | Punti | Pos. |
| ---- | ------ | ----- |  |  |  |  |  |  |  |  | --- |  |  |  |  |  |  | ----- | ---- |
| 1989 | 500    | Honda |  |  |  |  |  |  |  |  | Rit |  |  |  |  |  |  | 0     |      |

| 1995 | Classe             | Moto  |    |    |    |   |   |     |   |   |     |   |    |    |   |  |  | Punti | Pos. |
| ---- | ------------------ | ----- | -- | -- | -- | - | - | --- | - | - | --- | - | -- | -- | - |  |  | ----- | ---- |
| 1995 | Thunderbike Trophy | Honda | NE | NE | NE | 3 | 2 | Rit | 4 | 2 | Rit | 3 | NE | NE | 8 |  |  | 93    | 3º   |

| 1996 | Classe             | Moto  |    |    |    |   |   |     |     |   |   |   |   |    |   |    |    | Punti | Pos. |
| ---- | ------------------ | ----- | -- | -- | -- | - | - | --- | --- | - | - | - | - | -- | - | -- | -- | ----- | ---- |
| 1996 | Thunderbike Trophy | Honda | NE | NE | NE | 6 | 5 | Rit | Rit | 2 | 2 | 9 | 2 | NE | 6 | NE | NE | 98    | 4º   |

| 1996 | Classe | Moto          |  |  |  |  |  |  |  |  |  |  |  |  |  |    |    | Punti | Pos. |
| ---- | ------ | ------------- |  |  |  |  |  |  |  |  |  |  |  |  |  | -- | -- | ----- | ---- |
| 1996 | 500    | Harris Yamaha |  |  |  |  |  |  |  |  |  |  |  |  |  | 19 | 16 | 0     |      |

| Legenda | 1º posto        | 2º posto            | 3º posto            | A punti      | Senza punti        | Grassetto – Pole position Corsivo – Giro più veloce |
| Legenda | Gara non valida | Non qual./Non part. | Ritirato/Non class. | Squalificato | '-' Dato non disp. | Grassetto – Pole position Corsivo – Giro più veloce |

### Campionato mondiale Superbike
| 1988 | Moto   |     |     |   |   |    |   |  |  |   |    |   |    |   |   |   |   |   |   |  |  |  |  |  |  |  |  | Punti | Pos. |
| ---- | ------ | --- | --- | - | - | -- | - |  |  | - | -- | - | -- | - | - | - | - | - | - |  |  |  |  |  |  |  |  | ----- | ---- |
| 1988 | Bimota | Rit | Rit | 3 | 2 | 13 | 2 |  |  | 4 | 16 | 3 | AN | 2 | 1 | 7 | 6 | 6 | 1 |  |  |  |  |  |  |  |  | 90,5  | 4º   |

| 1989 | Moto  |     |    |   |   |   |   |   |   |   |   |   |   |   |   |   |   |   |   |   |   |     |   |  |  |  |  | Punti | Pos. |
| ---- | ----- | --- | -- | - | - | - | - | - | - | - | - | - | - | - | - | - | - | - | - | - | - | --- | - |  |  |  |  | ----- | ---- |
| 1989 | Honda | Rit | NP | 5 | 6 | 4 | 5 | 3 | 2 | 3 | 1 | 1 | 3 | 8 | 8 | 2 | 3 | 1 | 7 | 8 | 4 | Rit | 1 |  |  |  |  | 265   | 2º   |

| 1990 | Moto  |   |   |   |   |   |   |     |   |   |   |   |   |   |   |    |   |   |   |   |     |   |   |     |   |   |     | Punti | Pos. |
| ---- | ----- | - | - | - | - | - | - | --- | - | - | - | - | - | - | - | -- | - | - | - | - | --- | - | - | --- | - | - | --- | ----- | ---- |
| 1990 | Honda | 3 | 4 | 3 | 8 | 6 | 3 | Rit | 1 | 6 | 3 | 1 | 2 | 2 | 1 | 11 | 8 | 3 | 3 | 2 | Rit | 3 | 4 | Rit | 9 | 6 | Rit | 321   | 3º   |

| 1991 | Moto   |     |   |     |   |       |       |   |   |   |   |   |     |     |     |     |     |   |   |   |   |   |   |   |     |   |   | Punti | Pos. |
| ---- | ------ | --- | - | --- | - | ----- | ----- | - | - | - | - | - | --- | --- | --- | --- | --- | - | - | - | - | - | - | - | --- | - | - | ----- | ---- |
| 1991 | Ducati | Rit | 1 | Rit | 2 | [ 8 ] | [ 8 ] | 3 | 3 | 1 | 2 | 6 | Rit | Rit | Rit | Rit | Rit | 9 | 2 | 5 | 6 | 7 | 3 | 4 | Rit | 5 | 6 | 217   | 4º   |

| 1992 | Moto   |    |    |   |    |   |    |   |   |     |   |     |   |   |     |   |     |   |     |   |     |   |   |   |     |    |    | Punti | Pos. |
| ---- | ------ | -- | -- | - | -- | - | -- | - | - | --- | - | --- | - | - | --- | - | --- | - | --- | - | --- | - | - | - | --- | -- | -- | ----- | ---- |
| 1992 | Ducati | 11 | 12 | 7 | 16 | 6 | 13 | 2 | 6 | Rit | 4 | Rit | 2 | 4 | Rit | 5 | Rit | 8 | Rit | 2 | Rit | 2 | 4 | 3 | Rit | NP | NP | 182   | 7º   |

| 1993 | Moto   |   |   |     |   |     |   |     |    |   |     |    |   |   |   |   |   |   |    |   |   |     |   |    |    |  |  | Punti | Pos. |
| ---- | ------ | - | - | --- | - | --- | - | --- | -- | - | --- | -- | - | - | - | - | - | - | -- | - | - | --- | - | -- | -- |  |  | ----- | ---- |
| 1993 | Ducati | 6 | 4 | Rit | 6 | Rit | 4 | Rit | 10 | 9 | Rit | 10 | 3 | 6 | 6 | 5 | 5 | 4 | 25 | 4 | 3 | Rit | 7 | NQ | NQ |  |  | 172   | 7º   |

| 1994 | Moto   |    |     |    |     |   |     |   |    |   |   |   |   |     |     |    |    |    |    |    |     |     |    |  |  |  |  | Punti | Pos. |
| ---- | ------ | -- | --- | -- | --- | - | --- | - | -- | - | - | - | - | --- | --- | -- | -- | -- | -- | -- | --- | --- | -- |  |  |  |  | ----- | ---- |
| 1994 | Ducati | 18 | Rit | 21 | Rit | 4 | Rit | 9 | 10 | 5 | 5 | 9 | 9 | Rit | Rit | 10 | NP | 15 | 14 | 20 | Rit | Rit | 12 |  |  |  |  | 75    | 14º  |

| 1995 | Moto  |  |  |  |  |    |    |  |  |  |  |  |  |  |  |  |  |  |  |  |  |  |  |  |  |  |  | Punti | Pos. |
| ---- | ----- |  |  |  |  | -- | -- |  |  |  |  |  |  |  |  |  |  |  |  |  |  |  |  |  |  |  |  | ----- | ---- |
| 1995 | Honda |  |  |  |  | 22 | 21 |  |  |  |  |  |  |  |  |  |  |  |  |  |  |  |  |  |  |  |  | 0     |      |

| Legenda | 1º posto        | 2º posto            | 3º posto           | A punti      | Senza punti        | Grassetto – Pole position Corsivo – Giro più veloce |
| Legenda | Gara non valida | Non qual./Non part. | Ritirato/Non class | Squalificato | '-' Dato non disp. | Grassetto – Pole position Corsivo – Giro più veloce |

### Campionato mondiale Supersport
| 1997 | Moto   |   |   |    |   |   |     |    |    |     |   |   | Punti | Pos. |
| ---- | ------ | - | - | -- | - | - | --- | -- | -- | --- | - | - | ----- | ---- |
| 1997 | Suzuki | 2 | 3 | 16 | 3 | 5 | Rit | 11 | 13 | Rit | 7 | 4 | 93    | 6º   |

| 1998 | Moto   |  |  |  |  |  |  |  |  |  |     |  | Punti | Pos. |
| ---- | ------ |  |  |  |  |  |  |  |  |  | --- |  | ----- | ---- |
| 1998 | Suzuki |  |  |  |  |  |  |  |  |  | Rit |  | 0     |      |

| Legenda | 1º posto        | 2º posto            | 3º posto           | A punti      | Senza punti        | Grassetto – Pole position Corsivo – Giro più veloce |
| Legenda | Gara non valida | Non qual./Non part. | Ritirato/Non class | Squalificato | '-' Dato non disp. | Grassetto – Pole position Corsivo – Giro più veloce |